# Działowe Siodło
Działowe Siodło – przełęcz na wysokości 1008 m n.p.m. w południowo-zachodniej Polsce w Górach Bialskich w Sudetach Wschodnich.

## Położenie
Przełęcz, położona na granicy polsko-czeskiej, w południowo-wschodniej części Gór Bialskich w Sudetach Wschodnich, około 3,8 km, na południowy wschód od wioski Bielice.

## Charakterystyka
Jest to mało znacząca przełęcz górska na obszarze Śnieżnickiego Parku Krajobrazowego. Przełęcz stanowi wyraźne, szerokie siodło płytko wcinające się w podłoże z skał metamorficznych, łupków łyszczykowych i gnejsów gierałtowskich, między wzniesienia Dział po południowo-wschodniej stronie Iwinka po północno-zachodniej stronie, wznoszących się w grzbiecie odchodzącym na południowy wschód od Rudawca. Przełęcz charakteryzuje się obszerną prawie poziomą powierzchnią oraz łagodnymi symetrycznymi zboczami i stromymi podejściami schodzącymi w kierunku dolin górskich potoków. Najbliższe otoczenie przełęczy zajmuje niewielka słabo zalesiona polana porośnięta borówką brusznicą i borówką czarną. W obrębie przełęczy rosną skarłowaciałe resztki  lasu świerkowego. Niższe partie przełęczy porasta w większości naturalny las świerkowy regla dolnego z niewielką domieszką drzew liściastych a w partiach szczytowych regla górnego. Okoliczne wzniesienie oraz teren przełęczy pod koniec XX wieku dotknęły zniszczenia wywołane katastrofą ekologiczną w Sudetach.

## Inne
- Przez przełęcz przebiega granica polsko-czeska.
- Na południowo-zachodnim zboczu poniżej po czeskiej stronie położone jest źródło dopływu Kunčický'ego potoku.

## Ciekawostki
- Przełęcz stanowi teren dziki i niecywilizowany, z rzadkimi gatunkami flory i fauny.
- Przez przełęcz  przebiega kontynentalny dział wód oddzielający zlewisko Morza Bałtyckiego i Czarnego.
- Kiedyś na Działowym Siodle planowane było turystyczne przejście graniczne.
- Wysokości wzniesień i przełęczy w rejonie Gór Bialskich i częściowo w Górach Złotych nie są dokładnie określone, materiały źródłowe oraz mapy podają różne wysokości różniące się nawet o kilka metrów.
- W bliskiej odległości od najniżej położonego punktu przełęczy stoi słupek graniczny nr III/48/18.
- Po II wojnie światowej przez przełęcz, wzdłuż granicy państwowej prowadził szeroki zaorany pas graniczny[1][2].

## Turystyka
- Przełęcz nie jest oznakowana i do przełęczy nie prowadzi żaden znakowany szlak turystyczny
- Przez przełęcz prowadzi polski i czeski narciarski szlak biegowy.
- Do przełęczy można dojść wąskim pasem pozbawionym drzew prowadzącym wzdłuż granicy państwa, od strony Iwinki, lub leśną ścieżką od strony Duktu nad Spławami.
- Przełęcz położona jest na rozległym słabo zalesionym terenie i nie stanowi punktu widokowego.